# Robin Nelisse
Robin Nelisse (Róterdam, 25 de enero de 1978) es un exfutbolista curazaleño neerlandés profesional e internacional con la selección absoluta de las Antillas Neerlandesas, se desempeñaba en el terreno de juego como delantero. Su último equipo fue el Red Bull Salzburg de la primera división de fútbol de Austria.

## Clubes
| Club               | País         | Año           |
| ------------------ | ------------ | ------------- |
| Feyenoord          | Países Bajos | 1997–2000     |
| Cambuur Leeuwarden | Países Bajos | 1999–Préstamo |
| AZ Alkmaar         | Países Bajos | 2000–2005     |
| FC Utrecht         | Países Bajos | 2005–2008     |
| Red Bull Salzburg  | Austria      | 2008–2011     |